# Ablerus elegantulus
Ablerus elegantulus är en stekelart som först beskrevs av Filippo Silvestri 1915.  Ablerus elegantulus ingår i släktet Ablerus och familjen växtlussteklar. Inga underarter finns listade i Catalogue of Life.